# Pando
Pando är ett departement i Bolivia med en area på 63 827 km² och 52 525 invånare (2001). Huvudstad i departementet är Cobija.

## Pandos provinser
Departementet är indelat fem provinser.
| Provins        | Huvudstad             |  |
| -------------- | --------------------- |  |
| Abuná          | Santa Rosa del Abuná  |  |
| Federico Román | Nueva Esperanza       |  |
| Madre de Dios  | Puerto Gonzalo Moreno |  |
| Manuripi       | Puerto Rico           |  |
| Nicolás Suárez | Cobija                |  |